# Mesotype mediofasciata
Mesotype mediofasciata là một loài bướm đêm trong họ Geometridae.